# カール (ザクセン＝マイニンゲン公)
カール・ヴィルヘルム（ドイツ語：August Friedrich Karl Wilhelm, 1754年11月19日 - 1782年7月21日）は、ザクセン＝マイニンゲン公（在位：1763年 - 1782年）。

## 生涯
カールはザクセン＝マイニンゲン公アントン・ウルリヒとルイーゼ・ツー・シュトルベルク＝ゲーデルンの長男である。
1763年に父アントン・ウルリヒが死去し、カールはわずか8歳でザクセン＝マイニンゲン公位を継承した。このため、母シャルロッテ・アマーリエが1779年まで摂政をつとめた。カールは1782年に死去し、弟ゲオルク1世が公位を継承した。

## 結婚
1780年6月5日にゲーデルンにおいてルイーゼ・ツー・シュトルベルク＝ゲーデルンと結婚した。2人の間に子供は生まれなかった。カールの死後、未亡人となったルイーゼはオイゲン・フォン・ヴュルテンベルクと結婚した。